# Archiv der Fürstenschüler-Stiftung

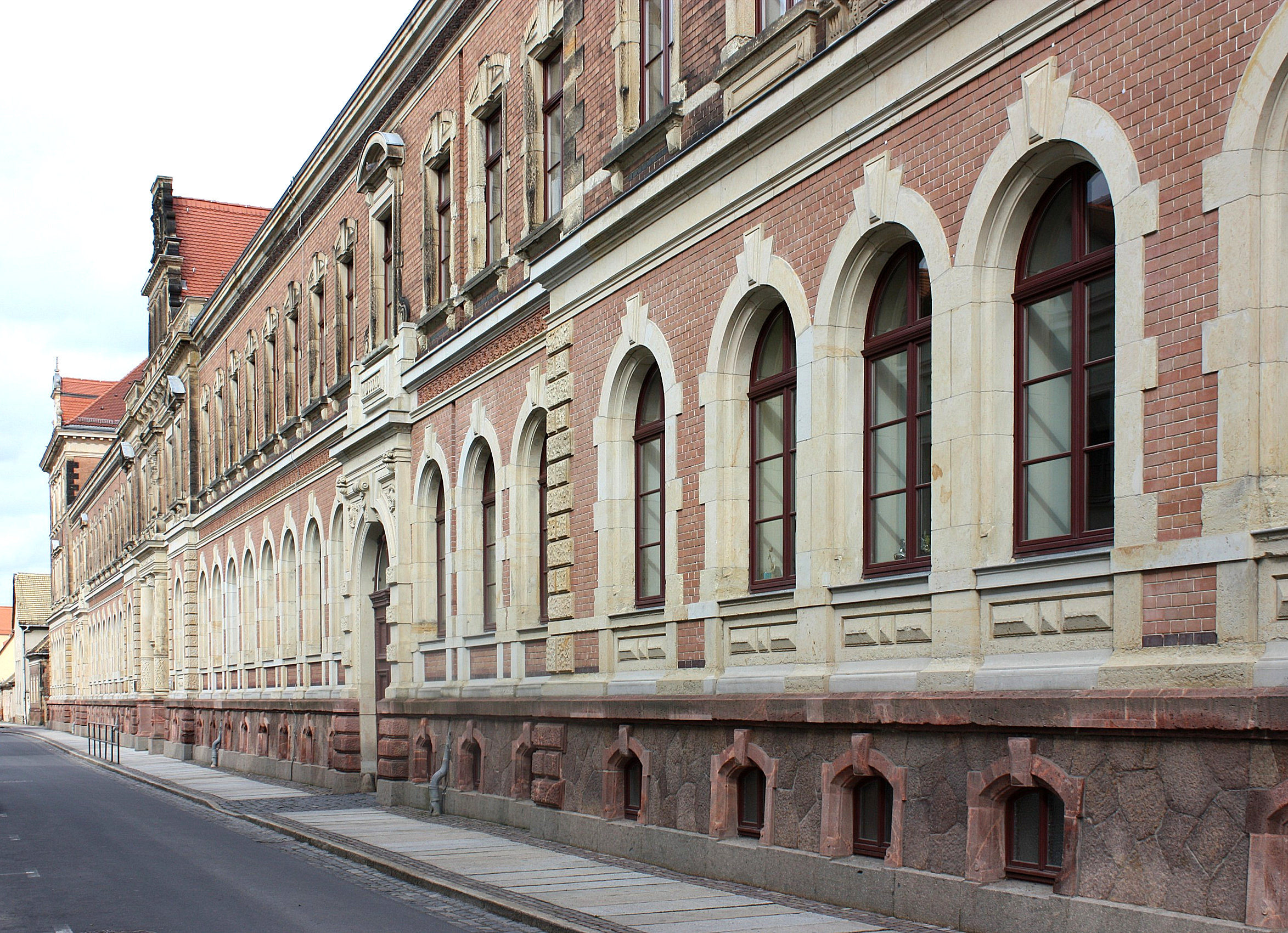
Im Gymnasium St. Augustin in Grimma war bis 2016 das Archiv der Fürstenschüler-Stiftung untergebracht – nun befindet es sich im sanierten Nachbargebäude Altes Seminar

Das Archiv der Fürstenschüler-Stiftung (vollständiger Name: Archiv zur Geschichte der sächsischen Fürsten- und Landesschulen St. Afra zu Meißen und St. Augustin zu Grimma, seit Ende 2010 mit dem Namens-Zusatz Kurt-Schwabe-Archiv zum Andenken an den ersten Archivleiter in Grimma) – in jüngerer Zeit vermehrt Kurt-Schwabe-Archiv – bewahrt Dokumente und Materialien verschiedener Art zur Geschichte der drei einstigen Landes- und Fürstenschulen St. Afra in Meißen, Schulpforta bei Naumburg und St. Augustin in Grimma sowie der Klosterkirche Grimma. Träger war die Fürstenschüler-Stiftung. Seit 2018 ist das Kurt-Schwabe-Archiv ausschließlich für die Traditionslinie des heutigen Gymnasiums St. Augustin zu Grimma zuständig.
Das Archiv ist Nachfolger des Archivs des Vereins ehemaliger Fürstenschüler, der bis 2002 bestand.
Im Dezember 2017 fiel in Grimma die Entscheidung, die Fürstenschüler-Stiftung aufzulösen und ihr Archiv der Augustiner-Stiftung zu übergeben. Das Archiv trägt seitdem den Namen Archiv des Gymnasiums St. Augustin zu Grimma – Kurt-Schwabe-Archiv.
Standort des Archivs war von 1992 bis 2015 die frühere Rektorenwohnung im Gymnasium St. Augustin in Grimma. Im Frühjahr 2016 wurde das Archiv-Material in 250 Umzugskartons in den Dachboden des benachbarten Gebäudes gebracht. Das neue Zuhause ist das frühere Alte Seminar (das einstige Döringsche Freihaus), das in den Vorjahren umfangreich rekonstruiert, umgebaut und teilrestauriert worden war.

## Gegenwart und jüngere Vergangenheit
Das heutige Archiv ist ein Mix aus archivierten Akten, Bibliothek und Museum. In erster Linie ist es eine Fundgrube für die Entwicklung der Schule in Grimma nach 1945 und nach 1989. Ein beachtlicher Fundus zur Geschichte Sachsens und Grimmas ergänzt die Schulgeschichte.
Die Nutzungen des Archivs sind umfangreich: Studenten, Diplomanden, Doktoranden, Wissenschaftler, Familienforscher, Lehrer und Schüler der Schule und viele weitere Interessierte greifen gern auf die Bestände zurück. So findet etwa der an Familiengeschichte Interessierte im Stammbuch der Fürstenschule möglicherweise Hinweise auf seine Vorfahren, der Schulhistoriker Erkenntnisse zur sozialen und regionalen Zusammensetzung der einstigen Schülerschaft, der Heimatforscher Einzelheiten zur Vergangenheit der Klosterkirche Grimma und der Augustiner-Glocke, der zum Reformationsjubiläum 2017 Forschende Zusammenhänge zwischen den Fürstenschulen und der nachhaltigen Verankerung der Reformation in Mitteldeutschland, der Bürger aus Grimma hochwertige Schülerarbeiten zu regionalgeschichtlichen Themen und der für den Hochwasserschutz Zuständige die akkuraten Baupläne zum heutigen Schulgebäude aus den 1880er Jahren.
Das aktuelle Kapitel des Archivs begann im Mai 1992 in Grimma. Zielstellung war und ist, den Archivbestand möglichst umfangreich zu gestalten und alle Teilgebiete der Schulgeschichte aussagekräftig zu erweitern. Das betrifft vorrangig die beiden ehemaligen Fürstenschulen in Meißen und Grimma. Dazu gehörte auch, Aufklärung zu leisten gegen in der DDR-Zeit vorherrschende Unkenntnis, Halb- und Unwahrheiten sowie verzerrte Darstellungen über die Landes- und Fürstenschulen, was nach eigener Einschätzung gelungen ist.
Weiterhin galt es, bei einstigen Fürstenschülern, deren Nachkommen und bei allen anderen möglichen Quellen um Material zu bitten – mit dem erhofften Erfolg: Aus der Bevölkerung tauchten wichtige Materialien wieder auf und ganze Nachlässe von verstorbenen alten Fürstenschülern wurden abgegeben. Der Bestand wuchs mit den Jahren beachtlich: Gab es 1996 ein Archiv-Verzeichnis mit reichlich 200 Seiten, hatte die Ausgabe von 2003 bereits 600 Seiten.
Zu den ehrenamtlichen Mitarbeitern neben Kurt Schwabe, der den neuen Archiv-Standort Grimma begründete, dort von 1992 bis 2003 allein tätig war und das Archiv bis wenige Tage vor seinem Tod im November 2010 leitete, gehörten Volker Beyrich (1940–2023) (er leitete das Archiv als Nachfolger von Kurt Schwabe) und Martina Bloi. Beide sind Lehrer für Geschichte und Deutsch am Gymnasium St. Augustin bzw. der Vorgänger-Schule gewesen.
Bis zum Umzug in das benachbarte Gebäude Altes Seminar im Frühjahr 2016 war das Archiv in drei großen Zimmern der einstigen Rektorenwohnung im Gymnasium untergebracht.

## Geschichte
Ausgangspunkt ist der Verein ehemaliger Fürstenschüler e. V. gewesen, der 1875 in Dresden von früheren Schülern aller drei sächsischen Fürsten- und Landesschulen (Meißen, Schulpforta und Grimma) gegründet worden war. Nach dem Ersten Weltkrieg verließ die Landesschule Schulpforta, deren Region aufgrund des Wiener Kongresses 1815 preußisch geworden war, den Verein und gründete den Pförtner Bund e. V., blieb aber in enger Verbindung mit dem Gründungsverein. Dresden blieb Dauerstandort des Vereins bis 1950, als die DDR alle Vereine zwangsweise auflöste.
Im Laufe seiner Bestandsjahre bildete der Verein ehemaliger Fürstenschüler ein Vereinsarchiv, das jedoch in der Dresdener Bombennacht vom 13. Februar 1945 vernichtet worden ist. Zum Glück hatten viele Mitglieder noch Material aus diesem Archiv, da Schriften aus dem vereinseigenen Verlag käuflich erworben werden konnten.
Die Situation des geteilten Deutschlands nach dem Zweiten Weltkrieg war, dass wegen der Kriegsereignisse und ihren Folgen zahlreiche Fürstenschüler auf dem Gebiet der damaligen Bundesrepublik lebten, studierten, arbeiteten oder sich in dortigen Lazaretten befanden. Diese suchten und fanden sich und beschlossen, den Verein ehemaliger Fürstenschüler zu neuem Leben zu erwecken. Dies geschah Ende der 1950er/Anfang der 1960er Jahre. Das war die Zeit in der dieser neugegründete Verein ehemaliger Fürstenschüler e. V. mit dem Pförtner Bund e. V. und dem Verein Alter Joachimsthaler e. V. an der Gründung einer Traditionsschule in Meinerzhagen im Sauerland führend beteiligt war. Dabei war der Gedanke ausschlaggebend, dass aus Sicht der Vereinsmitglieder zwar der Glaube an eine Wiedervereinigung der beiden deutschen Staaten geschwunden, jedoch die Fürstenschul-Traditionen nicht untergehen dürften. Nachdem 1965 in Meinerzhagen der Grundstein gelegt und 1968 die Schule eröffnet worden war, dauerte es nicht lange bis zum Beschluss des Vereins, ein neues Vereinsarchiv anzulegen und dafür in der neuen Schule eine Unterkunft zu finden.
Die Schulträgerschaft dieser neuen Landesschule zur Pforte hatte die Evangelische Kirche von Westfalen. Jedoch wichen die Vorstellungen über den Weg zwischen Schulträgerin und den Gründungsvereinen mehr und mehr voneinander ab. Daher zogen sich die Gründungsvereine zurück. Im Jahre 1992 folgte die Auflösung der Schule und 2005 der Abriss.
Die Ereignisse in Deutschland Anfang der 1990er Jahre und die Deutsche Wiedervereinigung weckten den Wunsch, den Archiv-Bestand wieder in seine angestammte sächsische Heimat zu bringen. Da im damaligen Vereinsvorstand etliche Afraner saßen, schlugen diese Meißen als Standort vor. Im Areal der ehemaligen Meißner Fürstenschule befand sich eine Landwirtschaftliche Hochschule, doch die Miethöhe für einen Archivraum (500 DM) erwies sich für den Verein als überhöht und auf Dauer unbezahlbar.
So kam es zur Idee, die einstige Fürstenschule in Grimma, das Gymnasium St. Augustin, zu kontaktieren. Der damalige Schulleiter Klaus-Dieter Tschiche stellte für das Archiv zunächst einen Raum kostenlos zur Verfügung. Der lag sinnigerweise in der einstigen Rektorwohnung.
Am 12. September 2002 löste sich in Meißen der Verein ehemaliger Fürstenschüler nach 127-jährigem Bestehen wegen Überalterung seiner Mitglieder auf. Um das wertvolle und wichtige Archiv der Fürstenschulen für die Nachwelt zu bewahren, beschloss die letzte Mitgliederversammlung, es als Grundlage einer zu gründenden Stiftung – der Fürstenschüler-Stiftung – zu erhalten. Als Stiftungskapital diente das Restvermögen des Vereins ehemaliger Fürstenschüler. Schirmherr wurde der Oberbürgermeister der Stadt Grimma.
Dass auch während der Zeit der deutsch-deutschen Teilung Kontakte über die innerdeutsche Grenze hinweg zwischen einstigen Fürstenschülern gab, zählt zu den Verdiensten von Kurt Schwabe und seiner Ehefrau Annelies: Seit 1950 hatte seine Frau ehemalige Lehrer zu Schwabes nach Hause zu Kaffee und Abendbrot eingeladen. Diese waren alle aus dem Schuldienst entlassen worden und fanden keinerlei Beschäftigung mehr. Ackermann, Warg, Reichert und Pelz kamen regelmäßig zu diesen Treffen und übergaben dem Ehepaar Schwabe später ihre schriftlichen Erinnerungen an ihre alte Schule als archivwürdiges Schriftgut. Nun sind sie wichtige Bestandteile des Archivs.
Weiteres Archivgut fand zu den jährlichen Fürstenschülertreffen den Weg nach Grimma, die die Eheleute Schwabe ab 1950 in Verbindung mit der Leipziger Frühjahrsmesse in ihrer Wohnung veranstalteten, wobei für die Besucher ihr Messeausweis für die Reise nach Grimma von Nutzen war.
Kurt Schwabe wurde für seine Verdienste um das Archiv mit dem Bundesverdienstkreuz (1996) und mit der Ehrenbürgerschaft der Stadt Grimma (2000) geehrt.

## Publikationen
- Kurt-Schwabe-Archiv: Geschichte, Geschichten, Geschichtchen aus der über 465 Jahre alten Fürsten- und Landesschule St. Augustin zu Grimma. Herausgegeben vom Augustiner-Verein Grimma, 45 Seiten, Format A5, mit Abbildungen, Grimma 2018, ohne ISBN
- Seit September 2011 erscheint zweimal jährlich das Periodikum „Das Archivstäubchen“: Es veröffentlicht rund um das Archiv „Kleinigkeiten, die nicht den Anspruch erheben, Neues zu entdecken, die aber doch vielleicht des Lesens wert sind“.